# Poecilognathus scolopax
Poecilognathus scolopax är en tvåvingeart som först beskrevs av Osten Sacken 1877.  Poecilognathus scolopax ingår i släktet Poecilognathus och familjen svävflugor. Inga underarter finns listade i Catalogue of Life.